# 토머스 허클 웰러
토머스 허클 웰러(영어: Thomas Huckle Weller, 1915년 6월 15일 ~ 2008년 8월 23일)는 미국의 의학자이다. 1954년 하버드 대학 의학부 교수로서 소아마비 병원체인 바이러스균을 키우는 데 성공하여 주사약인 백신을 만들었다. 그 공으로 그 해 존 프랭클린 엔더스, 프레더릭 채프먼 로빈스와 함께 노벨 생리학·의학상을 받았다.